# Aniela Kozłowska
Aniela Kozłowska (ur. 16 stycznia 1898 w Przybysławicach, zm. 26 lutego 1981 w Krakowie) – polska uczona, botanik, geobotanik, paleobotanik, fitopatolg, wirusolog.

## Życiorys
Urodziła się 16 stycznia 1898 jako córka Marii Strasburger i Stefana Kozłowskiego, właścicieli majątku Przybysławice. Jej bratem był Tomasz Kozłowski, legionista, poseł na Sejm RP w latach 1930–1939 oraz Leon Kozłowski profesor archeologii Uniwersytetu Lwowskiego, premier w latach 1934–1935. Była stryjeczno-cioteczną siostrą Zofii Kozłowskiej-Budkowej profesor historii UJ, a także ciotką Stefana Kozłowskiego, geologa i ekologa oraz Krzysztofa Kozłowskiego redaktora „Tygodnika Powszechnego”.
W 1921 ukończyła studia botaniczne na Uniwersytecie Jagiellońskim u Władysława Szafera. Odbyła także uzupełniające studia w John Innes Institute i Rothamsted w Anglii oraz staże zagraniczne w Instytucie Botanicznym w Bronx Park oraz National Museum of Natural History w Nowym Jorku (1922–1923), u prof. Josiasa Braun-Blanqueta w Szwajcarii i we Francji w Montpellier, u prof. R. Chodata w Laboratorium Alpejskim Bourg St. Pierre, u Nikołaja Wawiłowa we Wszechzwiązkowym Instytucie Uprawy Roślin w Leningradzie i na Krymie. W 1928 otrzymała tytuł doktora botaniki UJ, a w 1931 tytuł docenta geografii roślin UJ.
Od 1922 do 1931 asystent, a następnie docent w Katedrze Botaniki Systematycznej Uniwersytetu Jagiellońskiego. W latach 1932 do 1935 kustosz i kierownik zorganizowanego przez siebie Działu Przyrodniczego Muzeum Śląskiego w Katowicach. Od 1935 do 1939 docent w Katedrze Geografii Roślin Uprawnych Szkoły Głównej Gospodarstwa Wiejskiego w Warszawie.
Uczestniczka wypraw fitosocjologicznych i paleobotanicznych w góry Atlas, do Egiptu i Maroka (1928), na Korsykę i w Alpy Szwajcarskie (1929), na Bałkany (1930), do Skandynawii i stacji polarnej Abisko w szwedzkiej Laponii (1933) oraz na Krym.
Równolegle z publikowaniem artykułów dotyczących botaniki i geografii w czasopismach naukowych (m.in. "Czasopismo Geograficzne", "Kosmos", "Wszechświat", "Ochrona Przyrody") drukowała teksty popularnonaukowe w pismach dla młodzieży (m.in. "Na Tropie", "Orlęta").
Podczas II wojny światowej pracowała w Państwowym Zakładzie Higieny w Warszawie. W latach 1942–1944 brała udział w tajnym nauczaniu.
Po wojnie związana z Uniwersytetem Jagiellońskim jako profesor nadzwyczajny (1945), kierownik Katedry Anatomii i Fizjologii Roślin (1945-1947) i kierownik Katedry Botaniki (1947–1953), a następnie Wyższą Szkołą Rolniczą w Krakowie jako profesor zwyczajny (1953) i kierownik Katedry Botaniki (1953-1968). Równocześnie kierowała Pracownią Wirusologii w Zakładzie Fizjologii Roślin Polskiej Akademii Nauk. W latach 1962–1966 współpracowała z Departamentem Rolnictwa Stanów Zjednoczonych w badaniach nad zdrowotnością, rozwojem i metabolizmem ziemniaków. W 1973 r. prowadziła badania i doświadczenia wirusologiczne w Uppsali.
Zmarła 26 lutego 1981 w Krakowie, gdzie została pochowana na cmentarzu Rakowickim.

## Członkostwo
W 1945 r. jako jedna z dwóch pierwszych kobiet została członkiem korespondentem Polskiej Akademii Umiejętności. Członek zwyczajny Niemieckiej Akademii Przyrodników Leopoldina (1964), członek honorowy Polskiego Towarzystwa Botanicznego (1980) i Polskiego Towarzystwa Fitopatologicznego.

## Odznaczenia
Odznaczona Złotym Krzyżem Zasługi (1956), Krzyżem Kawalerskim (1961) i Krzyżem Oficerskim (1972) Orderu Odrodzenia Polski, Medalem im. M. Kopernika PAN (1972).

## Wybrane publikacje
Wybór publikacji w porządku chronologicznym:
- Aniela Kozłowska, Pogadanki o roślinach i glebie wraz z wycieczkami i wskazówkami metodycznemi dla nauczyciela, Lwów 1925, Książnica Atlas
- Aniela Kozłowska, Naskalne zbiorowiska roślin na Wyżynie Małopolski, Kraków 1928, PAU
- Aniela Kozłowska, Egipt darem Nilu, Poznań 1930, Księgarnia Św. Wojciecha
- Aniela Kozłowska, The Genetic Elements and the Origin of the Steppe Flora in Poland, Kraków 1930, PAU
- Aniela Kozłowska, Szata Roślinna Województwa Śląskiego, Katowice 1936, Wydawnictwa Instytutu Śląskiego
- Aniela Kozłowska, Charakterystyka zespołów leśnych Pogórza Cieszyńskiego, Kraków 1936, PAU
- Aniela Kozłowska, Życie i budowa rośliny. (Botanika ogólna, cz. I) Kraków 1946, Nakładem Księgarni Stefana Kamińskiego
- Aniela Kozłowska, Pochodzenie zbóż i ziemniaka, Warszawa 1949, PZWS
- Aniela Kozłowska, Pochodzenie drzew owocowych, Warszawa 1951, PZWS
- Aniela Kozłowska, Botanika ogólna. Cz. 3, Przegląd systematyczny świata roślinnego, Kraków 1952, PWN
- Aniela Kozłowska, Botanika, Warszawa 1963, 1965, 1968, 1972, 1978, PZWS
- Aniela Kozłowska, Wirusy w zagadnieniu życia, Kraków 1966, PWN
- Aniela Kozłowska, Wirusy roślinne, Warszawa 1980 PWN, ISBN 83-01-00090-2